# Віялохвістка гранатова
Віялохвістка гранатова (Rhipidura samarensis) — вид горобцеподібних птахів родини віялохвісткових (Rhipiduridae).

## Поширення
Ендемік Філіппін. Поширений на островах Бохоль, Лейте і Самар. Природним середовищем існування є субтропічні або тропічні вологі низинні ліси.